# Philipp Geigel
Johann Philipp Alois Geigel (* 10. September 1794 in Würzburg; † 1. November 1855 in München) war ein deutscher Richter und Politiker.

## Leben
Philipp Geigel wuchs in Würzburg auf und studierte an der dortigen Universität Rechtswissenschaft. Während des Studiums war er Mitgründer des Corps Moenania Würzburg. An den Befreiungskriegen gegen Napoleon nahm er als Leutnant teil. Danach wurde er 1820 Landgerichtsaktuar in Dettelbach und 1822 Kreis- und Stadtgerichtsrat in Bamberg. 1827 kehrte er als Richter in seine Heimatstadt Würzburg zurück, ging aber bereits 1839 als Appellationsgerichtsrat nach Straubing und von dort kurze Zeit später in gleicher Funktion nach Passau. Ab 1841 war er Oberappellationsgerichtsrat in München. 1848/49 war er als Abgeordneter Mitglied der Frankfurter Nationalversammlung, wo er der Fraktion Westendhall angehörte. Philipp Geigels 1829 in Würzburg geborener Sohn Nikolaus Alois Geigel wurde Medizinprofessor in Würzburg.